# Rodrigue Larue
Pour les articles homonymes, voir Larue.
Rodrigue Larue (Champlain, 6 mai 1913 – 27 mai 2000) est un prêtre catholique (de l'Ordre des frères mineurs, les Franciscains), professeur et écrivain québécois.

## Publications
- Sénèque et le plaisir des sens
- Répertoire bibliographique des auteurs grecs et latins

## Distinctions
- 1997 - Grand officier de l'Ordre national du Québec[1]